# (74443) 1999 CY11
(74443) 1999 CY11 – planetoida z pasa głównego asteroid okrążająca Słońce w ciągu 2,65 lat w średniej odległości 1,91 j.a. Odkryta 12 lutego 1999 roku.